# Berthold Maack
Berthold Maack (Altona, 24 maart 1898 - Meran, 26 september 1981) was een Duitse officier en SS-Brigadeführer en Generalmajor in de Waffen-SS tijdens de Tweede Wereldoorlog. Hij voerde het bevel over de 20. Waffen-Grenadier-Division der SS (estnische Nr. 1) en de 26. Waffen-Grenadier-Division der SS (ungarische Nr. 2).

## Leven
Op 24 maart 1898 werd Berthold Maack in Altona aan de oevers van de Elbe geboren. Zijn vader was een Pruisische postbeambte. De beide ouders van Maack zijn geboren op boerderijen in Holstein. Zijn grootvader van moederszijde richtte een boomkwekerij op. Berthold ging naar het Christianeum gymnasium in Altona. Hij behaalde zijn Abitur. Een andere bron vermeldt: het behalen van zijn Abitur na 1918.

### Eerste Wereldoorlog
In juni 1915 meldde hij zich als leerling van de Unterprima (op één na hoogste klas van het Duits gymnasium) vrijwillig aan in het Pruisische leger. Maack werd geplaatst in het Lauenburgische Feld Art Rgt Nr 45 in Altona. Hij vocht in Frankrijk. Na de slag om Verdun werd hij in maart 1916 overgeplaatst naar het Reserve Infanterie-Regiment 203. Maack werd bevorderd tot Vizefeldwebel (sergeant). Hij werd overgeplaatst naar het 1. Garde Reserve Rgt, waar Maack in juni 1917 bevorderd werd tot Leutnant der Reserve (tweede luitenant in de militaire reserve). In 1918 was hij geplaatst in het Reserve Infanterie-Regiment Nr 187, Maack diende bij deze eenheid tot januari 1919.

### Interbellum
Van 1919 tot 1920 zat Maack in het Freischützenkorps (vrije vertaling: vrijschutterskorps) in Berlijn, en werd daar in december 1919 bevorderd tot Oberleutnant der Reserve (eerste luitenant in de militaire reserve). Maack nam deel aan gevechten in en rond Berlijn, en was betrokken bij de Kapp-putsch. Hij nam ontslag uit het leger, en werd aangenomen bij de Sicherheitspolizei in Hamburg. Maack werkte daar tot april 1920 en nam toen vervolgens ontslag. Van april 1920 tot 1931 werkte hij in verschillende banen als winkelier en handelaar. Zijn politiek denken werd voor een groot deel gevormd in de Fichte-Gesellschaft, en door zijn contacten met de Reichswehr en de Gouwleider van de Gouw Sleeswijk-Holstein Hinrich Lohse.
Op 20 september 1924 trouwde Maack met Käthe Hansen. Het echtpaar kreeg drie dochters en drie zonen.
Tijdens het interbellum was hij lid van verschillende bonden. Vanaf juni 1928 tot september 1929 was Maack leider in de Jungstahlhelm, en lid van de Stahlhelm. Op 1 oktober 1930 werd hij lid van de Nationaalsocialistische Duitse Arbeiderspartij (NSDAP) en de Sturmabteilung (SA). In 1931 werd Maack nog meerdere malen bevorderd in de SA. Hij werd benoemd tot chef van de 179. SA-Sturm, daar voerde hij het bevel tot mei 1931. Maack werd in de tussentijd bevorderd tot SA-Sturmführer (tweede luitenant). Hierna volgde nog zijn bevordering tot SA-Sturmbannführer (majoor). Daarna werd hij benoemd tot commandant van de II. Sturmbann in het 31.SA-Standarte en werd overgeplaatst naar het I.Sturmbann van het 15.SA-Standarte. Een jaar later werd Maack ook lid van de Schutzstaffel (SS). En op 1 november 1931 werd hij als SS-Mann ingeschaald. Hij werd met het leiderschap belast van de III.SS-Sturmbann in de 4.SS-Standarte. Op 16 maart 1932 volgde zijn bevordering tot SS-Sturmbannführer (majoor) en werd hij tot commandant van de III. SS-Sturmbann van de 4.SS-Standarte benoemd. Tegelijk was Maack adjudant van de SS-Abschnitte IV. 
In april 1933, enkele weken na de overname van de macht door de nationaalsocialisten, kreeg Maack een zetel in het deelstaatparlement van Brunswijk, waarvan hij lid was tot de ontbinding van dit orgaan in de herfst van 1933.
Hierna volgde nog zijn bevordering tot SS-Standartenführer en zijn benoeming tot Stabsführer (vrij vertaald: Stafleider) van het SS-Oberabschnitte Südost in Silezië, onder de SS-Gruppenführer Udo von Woyrsch. 
Op 30 januari 1933 werd Maack benoemd tot commandant van de SS-Abschnitte IV. Op 10 augustus 1933 droeg hij zijn post over aan Kurt Kaul. Hierop werd Maack bevorderd op 9 november 1933 tot SS-Oberführer. Van 22 oktober 1933 tot 4 december 1934 was Maack voor een korte periode commandant van het concentratiekamp Dachau. Aansluitend kreeg hij het commando over de 39. SS-Standarte Ostpommern gestationeerd in Köslin. Hierna werd Maack benoemd tot commandant van het SS-Abschnitte XXVI in Danzig en het SS-Abschnitte XXV in Bochum. Tussen zijn commando's in werd hij bevorderd tot SS-Brigadeführer (brigadegeneraal).

#### Nacht van de Lange Messen
In juni 1934 was Maack als Stabsführer onder meer betrokken bij de organisatie van de arrestatie- en executiemaatregelen gedurende de Nacht van de Lange Messen  die door de nazi-regering als onderdeel van de politieke zuiveringsoperatie werden uitgevoerd. Op 1 juli 1934 gaf hij zijn collega SS-Obersturmführer Paul Exner de opdracht om op aandringen van Von Woyrsch Emil Sembach dood te schieten. Sembach was lid van de Rijksdag en een voormalig lid van de SS die gearresteerd was. Exner vervulde deze taak door Sembach, die in Oels was geïnterneerd, mee te nemen op een autorit naar het Reuzengebergte. Hij schoot hem onderweg dood en verzwaarde het lijk met stenen, om het daarna in het reservoir bij Boberröhrdorf te gooien.

### Tweede Wereldoorlog
Op 8 maart 1940 werd Maack als reserveofficier overgeplaatst naar de SS-Verfügungstruppe (later de Waffen-SS). Een verzoek aan de Reichsführer-SS Himmler om hem met een militaire rang over te nemen in de SS-Verfügungstruppe werd om salarisredenen afgewezen. Zelfs een poging van Sepp Dietrich om voor hem te pleiten was niet succesvol. Maack werd als een SS-Obersturmführer der Reserve (Waffen-SS) ingeschaald, en geplaatst als compagniecommandant in het SS-Standarte "Germania". Op 20 april 1940 volgde zijn volgende bevordering tot SS-Hauptsturmführer der Reserve (W-SS) (kapitein). Aan het einde van hetzelfde jaar werd wederom weer bevorderd tot SS-Sturmbannführer der Reserve (W-SS). Op 9 juni 1940 werd Maack onderscheiden met het Herhalingsgesp bij IJzeren Kruis 1939, 2e Klasse. Hierna werd hij benoemd tot commandant van de SS-Panzerjager-Abteilung in de SS-Division "Wiking". Voor een korte tijd nam hij het commando van de SS-Panzer-Grenadier-Regiment 10 "Westland" over om vervolgens overgeplaatst te worden naar de SS-Division "Nord", en op 4 mei 1942 benoemd te worden tot commandant van de IV.SS-Gebirgs-Bataillon. Deze eenheid werd omgevormd tot het SS-Gebirgs-Jager-Regiment 11 "Reinhard Heydrich", en Maack bleef als bevelhebber aan tot september 1944. Hij werd opgevolgd door Helmut Raithel. Vanaf 8 september 1944 tot 7 oktober 1944 volgde Maack op nadrukkelijk wens van de Generaloberst Lothar Rendulic de leergang voor divisiecommandanten in Hirschberg.
Op 29 januari 1945 nam Maack na een langdurig verblijf in een veldhospitaal het commando over van de 26. Waffen-Grenadier-Division der SS (ungarische Nr. 2). Hierop volgend werd hij belast met het commando van de 20. Waffen-Grenadier-Division der SS (estnische Nr. 1) na het sneuvelen van de SS-Brigadeführer en Generalmajor in de Waffen-SS Franz Augsberger. 

## Na de oorlog
Over het verdere verloop van zijn leven is niets bekend. Op 26 september 1981 stierf Maack in Meran.

## Carrière
Maack bekleedde verschillende rangen in zowel de Allgemeine-SS als Waffen-SS. De volgende tabel laat zien dat de bevorderingen niet synchroon liepen.
| Datums                           | Pruisische leger         | Politie             | Sturmabteilung     | Allgemeine-SS       | Waffen-SS                                 |
| -------------------------------- | ------------------------ | ------------------- | ------------------ | ------------------- | ----------------------------------------- |
| Juni 1915                        | Kriegsfreiwilliger       | —                   | —                  | —                   | —                                         |
|                                  | Vizefeldwebel            | —                   | —                  | —                   | —                                         |
| Juni 1917                        | Leutnant der Reserve     | —                   | —                  | —                   | —                                         |
| December 1919                    | Oberleutnant der Reserve | —                   | —                  | —                   | —                                         |
| Januari 1920                     | —                        | Polizeioberleutnant | —                  | —                   | —                                         |
| 15 augustus 1930                 | —                        | —                   | SA-Mann            | —                   | —                                         |
| November 1930                    | —                        | —                   | SA-Sturmführer     | —                   | —                                         |
| 1931                             | —                        | —                   | SA-Sturmbannführer | —                   | —                                         |
| 1 oktober 1931 - 1 november 1931 | —                        | —                   | —                  | SS-Mann             | —                                         |
| 4 december 1931                  | —                        | —                   | —                  | SS-Sturmführer      | —                                         |
| 16 maart 1932                    | —                        | —                   | —                  | SS-Sturmbannführer  | —                                         |
| 5 oktober 1932                   | —                        | —                   | —                  | SS-Standartenführer | —                                         |
| 9 november 1933                  | —                        | —                   | —                  | SS-Oberführer       | —                                         |
| 13 september 1936                | —                        | —                   | —                  | SS-Brigadeführer    | —                                         |
| 8 maart 1940                     | —                        | —                   | —                  | —                   | SS-Obersturmführer der Reserve (W-SS)     |
| 20 april 1940                    | —                        | —                   | —                  | —                   | SS-Hauptsturmführer der Reserve (W-SS)    |
| 1 december 1940                  | —                        | —                   | —                  | —                   | SS-Sturmbannführer der Reserve (W-SS)     |
| 9 november 1941                  | —                        | —                   | —                  | —                   | SS-Obersturmbannführer der Reserve (W-SS) |
| 20 april 1943                    | —                        | —                   | —                  | —                   | SS-Standartenführer der Reserve (W-SS)    |
| 21 juni 1944                     | —                        | —                   | —                  | —                   | SS-Oberführer der Reserve (W-SS)          |
| 20 april 1945                    | —                        | —                   | —                  | —                   | Generalmajor in de Waffen-SS              |

## Lidmaatschapsnummers
- NSDAP-nr.: 314088 (lid geworden 1 oktober 1930[1][2])
- SS-nr.: 15690 (lid geworden 1 november 1931[1][2])

## Onderscheidingen
Selectie:
- IJzeren Kruis 1914, 1e Klasse[19][1][2] en 2e Klasse[19][1][2]
- Herhalingsgesp bij IJzeren Kruis 1939, 1e Klasse (1940[1][17]) en 2e Klasse (9 juni 1940[1][17])
- Erekruis voor Frontstrijders in de Wereldoorlog[19] in 1934[1]
- Ehrendegen des Reichsführers-SS[20][8][19][17]
- SS-Ehrenring[20][8][19][17]
- Dienstonderscheiding van de Politie in goud[1][17]

## Publicatie
- (de)  Preussen. "Jedem das Seine". Grabert, 1980. ISBN 978-3-87847-048-9.

## Afkorting
- mit der Führung beauftragt (m. d. F. b.) - vrije vertaling: met het leiderschap belast